# Кошмаров, Юрий Антонович
Юрий Антонович Кошмаро́в (19 сентября 1930, Гигант (совхоз), Гигантовский район, Северо-Кавказский край, РСФСР — 12 октября 2011, Москва) — учёный, специалист в области теплофизики, прикладной газодинамики; автор первой в мире математической интегральной модели пожара в помещениях, зданиях и сооружениях; полковник в отставке; доктор технических наук; профессор; Заслуженный деятель науки РФ; академик Национальной академии пожарной безопасности (НАПБ).

## Биография
Родился 19 сентября 1930 года в совхозе «Гигант» (ныне — Сальского района Ростовской области).
Окончил энергомашиностроительный факультет Московского энергетического института (МЭИ) (1954) Работал под руководством академика С. П. Королёва (1954—1958).
Кандидатскую диссертацию защитил на закрытом совете Энергетического института Академии Наук СССР в 1958 году. Докторскую по теме «Теплообмен в сверхзвуковом потоке разреженного нейтрального газа» — на Диссертационном совете в МАИ им. С. Орджоникидзе в 1968 году.
- 1954—1964 гг. — Энергетический институт АН СССР
- 1964—1970 гг. — доцент, профессор Московского авиационного института (МАИ) им. С. Орджоникидзе
- 1970—1993 гг. — Высшая инженерная пожарно-техническая школа (ВИПТШ) МВД СССР, начальник кафедры физико-математических наук, затем начальник кафедры инженерной теплофизики и гидравлики
- 1993—2011 гг. — профессор Академии Государственной противопожарной службы МЧС России.

Умер 12 октября 2011 года года в Москве, похоронен на Кунцевском кладбище города.

## Научная деятельность
В диссертациях Ю. А. Кошмарова были впервые получены решения задач по тепломассообмену в турбулентных высокоскоростных газовых потоках, в условиях гиперзвукового обтекания летательных аппаратов потоком сильно разреженного газа на большой высоте. Результаты этих исследований были реализованы при создании тепловой защиты двигателей космических летательных аппаратов и спускаемых космических аппаратов для подготовки полёта человека в космос, в том числе для первого полёта Ю. А. Гагарина.
После защиты докторской диссертации Ю. А. Кошмаров вместе со своими учениками выполнил цикл исследований в области прикладной динамики разреженного газа, которые были реализованы при разработке первых в мире наземных испытательных комплексов — крупнейшего в мире имитатора космического пространства для испытаний космических объектов с человеком на борту и обеспечения безопасности при аварийной разгерметизации летательных аппаратов.
В этот период (1973—1983 гг.) своей деятельности Ю. А. Кошмаров участвовал в координационной работе Научно-Технического совета по вакуумному машиностроению Министерства химического и нефтяного машиностроения, а также в Ученом Совете Московского Государственного Технического Университета им. Н. Э. Баумана. Ю. А. Кошмаров разработал и впервые прочитал в 1969-70 гг. для студентов МАИ им. С. Орджоникидзе новый курс «Прикладная динамика разреженного газа».
Заведуя кафедрой Инженерной теплофизики и гидравлики в Высшей Инженерной Пожарно-Технической Школе МВД СССР, профессор Ю. А. Кошмаров основал новое научное направление — математическое моделирование пожаров. Профессор Ю. А. Кошмаров — первый в мире разработал интегральный метод термодинамического анализа пожаров в помещениях, позволяющий прогнозировать динамику и выявлять опасные факторы и причины пожара. Интегральная математическая модель пожара была полностью завершена в 1978г.
В рамках этого научного направления профессор Ю. А. Кошмаров создал международную школу, которую составляют сегодня сотни его учеников и последователей. Результаты работ этого направления широко используются в практической деятельности Государственного пожарного надзора. Они вошли в новый Государственный стандарт по пожарной безопасности (1991), в ряд нормативных документов, используются при экспертизе проектов и при экспертизе произошедших пожаров.

### Публикации
- Прикладная динамика разреженного газа. — М.: Машиностроение, 1977. — 186 с.
- Экспериментальные методы в механике разреженного газа. — М.: Машиностроение, 1981. — 198 с.
- Тепломассоперенос при пожаре. — М.: Стройиздат, 1982. — 175 с.
- Термогазодинамика пожаров в помещениях. — М.: Стройиздат, 1988. — 448 с.
- Основные учебники
  - Основы теплопередачи в авиационной и космической технике. — М.: Машиностроение, 1975.
  - Термодинамика и теплопередача в пожарном деле. — М.: ВИПТШ МВД, 1987.
  - Теплотехника. — М.: ИКЦ: Академкнига, 2006.

Автор 8 учебников, 8 монографий, опубликовал более 200 научных статей в ведущих научных периодических изданиях в нашей стране и за рубежом (США, Англия, Германия и др.).

## Семья
Отец — Антон Антонович Кошмаров (11.08.1903 — 14.11.1982), главный агроном первого советского совхоза. В период с 1937 по 1953 гг. был трижды репрессирован и провёл в заключении и ссылках более 15 лет. Реабилитирован в 1959 году.
Мать — Вера Михайловна Кошмарова (15.03.1904 — 04.02.1994), дочь офицера Михаила Семёновича Богомолова, воспитала 4 сыновей.

## Награды
- Имеет правительственные награды России, Польши, Словакии, Болгарии и других стран.[что?][где?]
- Заслуженный деятель науки Российской Федерации (1998).